# Síndrome de Young
El síndrome de Young, también conocido como síndrome Sinusitis-infertilidad y síndrome de Barry-Perkins-Young, es una rara enfermedad que abarca una combinación de síntomas, incluyendo bronquiectasias, rinosinusitis y fertilidad reducida. En las personas que sufren este síndrome, el funcionamiento de los pulmones es habitualmente normal pero el moco es anormalmente viscoso. La fertilidad reducida (azoospermia) se debe a una obstrucción funcional en el transporte de esperma a la altura del epidídimo en el aparato genital masculino, debida a la existencia de un fluido viscoso y rico en lípidos. 